# CHKA
CHKA (англ. Choline kinase alpha) – білок, який кодується однойменним геном, розташованим у людей на короткому плечі 11-ї хромосоми. Довжина поліпептидного ланцюга білка становить 457 амінокислот, а молекулярна маса — 52 249.
| 10         |  | 20         |  | 30         |  | 40         |  | 50         |
| ---------- |  | ---------- |  | ---------- |  | ---------- |  | ---------- |
| MKTKFCTGGE |  | AEPSPLGLLL |  | SCGSGSAAPA |  | PGVGQQRDAA |  | SDLESKQLGG |
| QQPPLALPPP |  | PPLPLPLPLP |  | QPPPPQPPAD |  | EQPEPRTRRR |  | AYLWCKEFLP |
| GAWRGLREDE |  | FHISVIRGGL |  | SNMLFQCSLP |  | DTTATLGDEP |  | RKVLLRLYGA |
| ILQMRSCNKE |  | GSEQAQKENE |  | FQGAEAMVLE |  | SVMFAILAER |  | SLGPKLYGIF |
| PQGRLEQFIP |  | SRRLDTEELS |  | LPDISAEIAE |  | KMATFHGMKM |  | PFNKEPKWLF |
| GTMEKYLKEV |  | LRIKFTEESR |  | IKKLHKLLSY |  | NLPLELENLR |  | SLLESTPSPV |
| VFCHNDCQEG |  | NILLLEGREN |  | SEKQKLMLID |  | FEYSSYNYRG |  | FDIGNHFCEW |
| MYDYSYEKYP |  | FFRANIRKYP |  | TKKQQLHFIS |  | SYLPAFQNDF |  | ENLSTEEKSI |
| IKEEMLLEVN |  | RFALASHFLW |  | GLWSIVQAKI |  | SSIEFGYMDY |  | AQARFDAYFH |
| QKRKLGV    |  |            |  |            |  |            |  |            |

A: Аланін

C: Цистеїн

D: Аспарагінова кислота

E: Глутамінова кислота

F: Фенілаланін

G: Гліцин

H: Гістидин

I: Ізолейцин

K: Лізин

L: Лейцин

M: Метіонін

N: Аспарагін

P: Пролін

Q: Глутамін

R: Аргінін

S: Серин

T: Треонін

V: Валін

W: Триптофан

Кодований геном білок за функціями належить до трансфераз, кіназ. 
Задіяний у таких біологічних процесах, як метаболізм ліпідів, біосинтез ліпідів, альтернативний сплайсинг. 
Білок має сайт для зв'язування з АТФ, нуклеотидами. 
Локалізований у цитоплазмі.